# Zay von Csömör

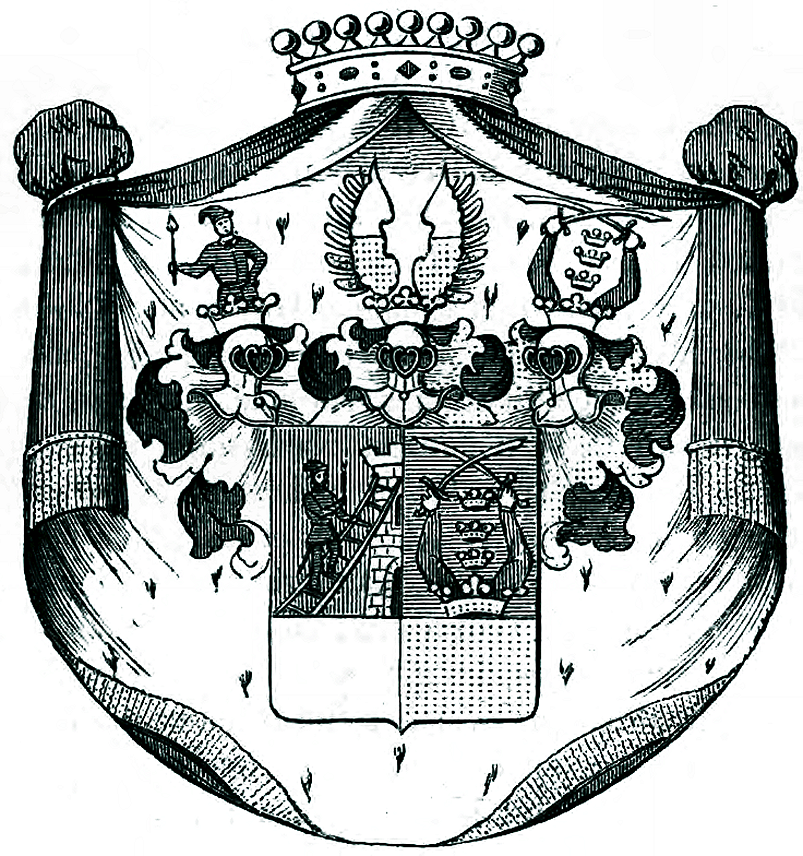
Wappen der Grafen Zay von Csömör 1830

Die Grafen Zay von Csömör, Erb- und Bannerherren zu Zay-Ugrócz waren ein sehr altes, den magyarischen Urstämmen zuzurechnendes, schon früh der ungarischen Magnatenkammer angehörendes Adelsgeschlecht.

## Geschichte

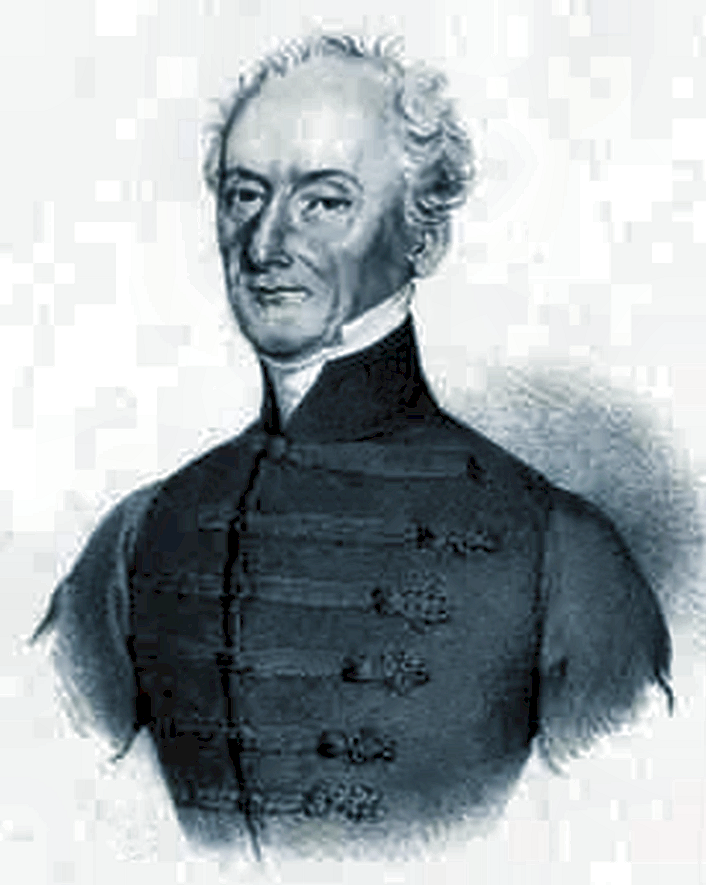
Emmerich Graf Zay von Csömör

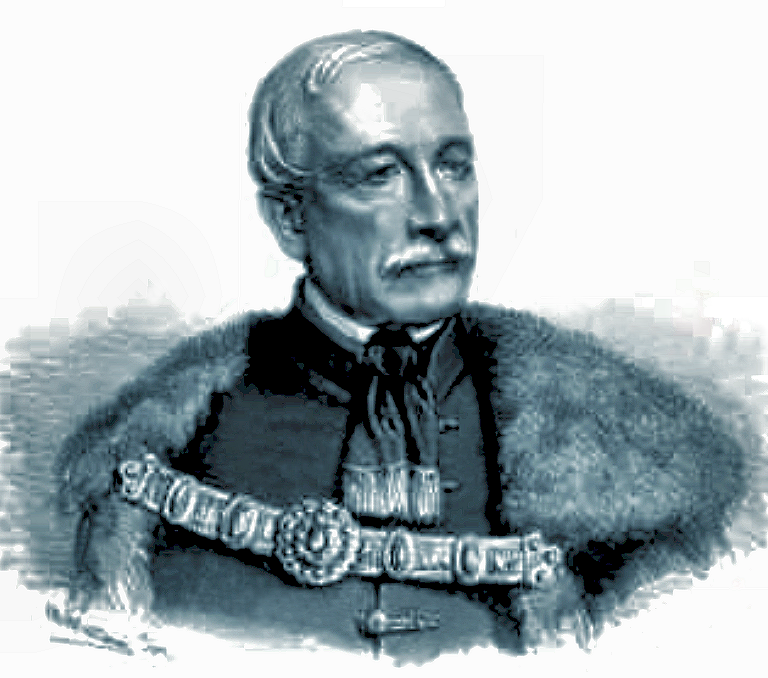
Carl Graf Zay von Csömör

Das Geschlecht der Grafen Zay von Csömör verdankte seinen Adel und ersten Besitz keiner königlichen Gnade, sondern der ersten Arpadschen Besitznahme Ungarns und zählt somit zu den magyarischen Urstämmen (genus primae occupationis „Loja“). Nach Kneschke sei dies historisch bekannt und durch Originaldokumente belegbar.
Der erste urkundlich erwähnte Ahn war Ruzbold vom Geschlecht Loja (1196–1235). Sein Urenkel Peter I. Zay de Themer (1335) war der Stammvater aller nachfolgenden Familienmitglieder.

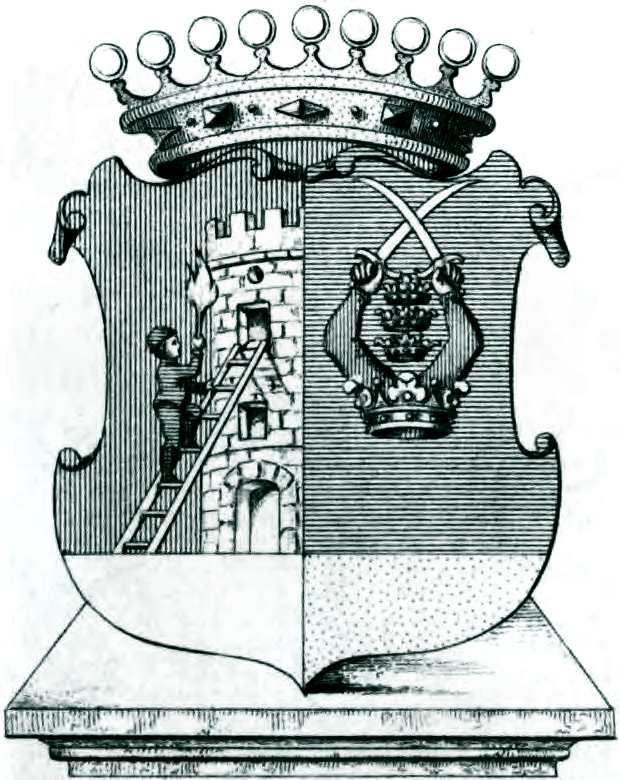
Wappen der Grafen Zay von Csömör nach Tyroff

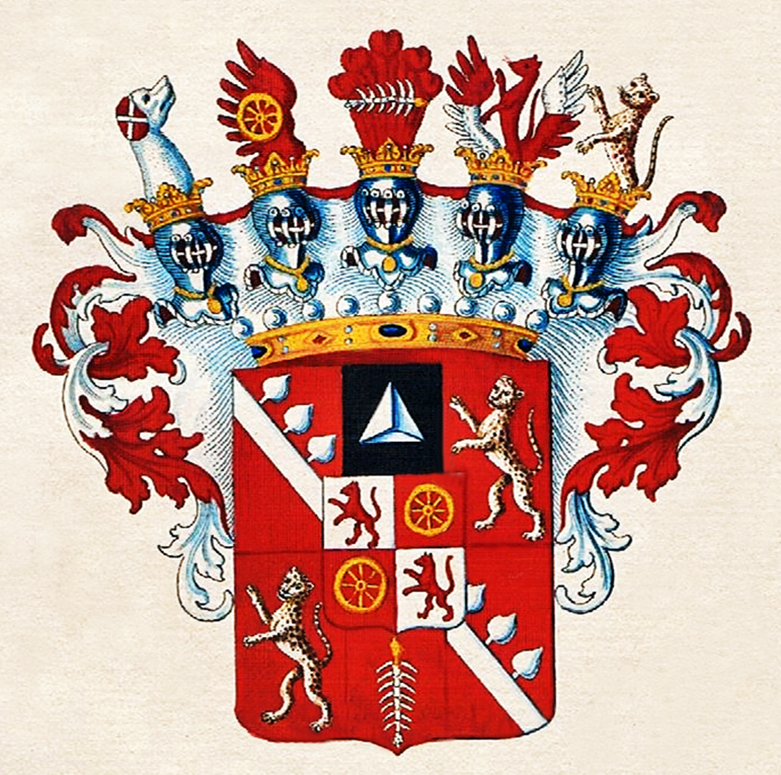
Wappen der Grafen Kollonitz, ab 1728 der Linie des Laszlo Zay von Csömör

Franz Zay von Chemer, Erb- und Bannerherr zu Zay-Ugrócz (* 1498; † 10. Oktober 1570), war General-Kapitän von Oberungarn, Graf von Szolnok, Kommandant der Donauflotte und Gesandter bei der Hohen Pforte, war einer der mächtigsten Dynasten Ungarns und treuer Anhänger Kaiser Ferdinand I. gegen Johann Zápolya. Er wurde am 1. Juli 1560 samt seiner ganzen Nachkommenschaft mit dem erblichen ungarischen Reichsbaronat sowie der Magnaten- und Freiherrenwürde, geehrt. Die Familie zählte somit zu den ältesten in Hinsicht der erlangten Magnatenwürde. Auch war dieses Geschlecht eines der wenigen, das einst unter eigenem Banner focht (Familia banderiata). Zu jener Zeit zählten die Zay zu den begütertsten in Ungarn. Ihnen gehörte unter anderem die aus 19 Ortschaften bestehende Herrschaft Zay-Ugrócz sowie neben einigen kleineren die größeren Allodialgüter Buczány-Karkócs, Koros-Hélbeny, Eórvystie und Császkocz.
Gleich dem erwähnten Franz Baron Zay und dessen Voreltern, betraten auch seine mit Barbara Garay-Banffy, der Letzten ihres Geschlechtes, gezeugten drei Söhne, Peter, Laszlo und Janos, die Militärlaufbahn, von denen und ihren Nachfahren auch mehrere zu ungarischen Reichspalatinen erwählt wurden. Laszlo (1547–1590) ehelichte Felicitas Freiin von Puchheim (* 1555) und setzte die Stammlinie fort.
Die Zay von Csömör nahmen gleich zu Anfang der Reformation das Augsburgische Glaubensbekenntnis an. Trotz des Druckes der Zeit, blieben sie dem Protestantismus treu, was zur Folge hatte, dass die Familie beinahe alle ihre Schlösser und Herrschaften, welche sie einst in 16 Komitaten Ungarns besessen hatte, verlor.
Lorenz Zay von Csömör (1651–1712) hatte drei Söhne, von denen Andreas (Andras) (1685–1734) die ältere, Ladislaus (László) (* 4. Juli 1705; † 6. November 1780 in Wien) die jüngere Linie bildete, die weiter unten behandelt wird.
Am 12. November 1830 erhob Kaiser Franz I. den Baron Emmerich (Imre) Zay von Csömör, Erb- und Bannerherrn zu Zay-Ugrócz (* 7. Jänner 1765; † 18. August 1831), k. k. Kämmerer, mit allen seinen ehelichen Nachkommen beiderlei Geschlechts, in Rücksicht auf dessen im Diplom vermerkten uralten Herkommens ("...qui e vetustissima húngara nobili prosapia ortum ducis.") und seiner militärischen Verdienste in den Grafenstand. Der Graf hatte sich außerdem – namentlich durch Verbreitung slawischer Bibeln – um seine slowakischen Glaubensgenossen Verdienste erworben. Die Zay von Csömör waren die ersten evangelisch-lutherischen Grafen Ungarns – reformierte gab es mehrere.
Carl (Károly), Erbherr von Zay-Ugrócz (* 12. Februar 1797; † 8. Oktober 1871), Sohn des Emmerich und der Marie Elisabeth Freiin Calisius von Calisch und Kis-Birócz (* 23. Februar 1779 in Tóth-Próna, Ungarn; † 1. April 1842 in Ödenburg), einer deutschen Dichterin, war k. k. Kämmerer und von 1840 bis 1849 Generalinspektor der evangelischen Kirchen und Schulen Augsburger Konfession im Königreich Ungarn. Er war der Erste, der es wagte, die Forderung der gesetzlichen Gleichstellung der Protestanten mit den Katholiken öffentlich auszusprechen sowie auch die Aufforderung zur Union der beiden evangelischen Konfessionen ergehen zu lassen. Schon im Vormärz verfolgte der Graf energisch sein Ziel, die völlige Magyarisierung Ungarns und dessen gänzliche Trennung von Österreich in Bezug auf die Reichsverwaltung, das heißt, unter demselben Herrscher ein eigenes verantwortliches Ministerium, eigene Finanzverwaltung, eine eigene Armee, als Hauptaufgaben seines Lebens. Er führte die Ausarbeitung und einstimmige Annahme eines neuen Unterrichtssystems durch, in dessen Folge die Studienordnung den Forderungen der Zeit angepasst und das magyarische Idiom zur Unterrichtssprache erhoben wurde. Auf den Reichstagen sprach er sich wiederholt für die Vollberechtigung der Bürger und Bauern, für die Gleichstellung aller übrigen christlichen Konfessionen und selbst der Juden mit den Katholiken aus. Dessen mit Caroline Freiin Prónay von Tót-Prona († 1852) gezeugte Kinder waren Ludwig (* 18. Dezember 1821), k. k. Offizier, vermählt am 17. Mai 1853 mit Maria Gräfin Berényi von Karanes-Berény, Albert (* 22. Juni 1825), k. k. Rittmeister, Franz (* 2. Oktober 1829) dann Eleonore (* 3. April 1831), und Georg (* 27. Februar 1833).
Außer dieser älteren Linie des Stammes Zay bestand noch eine jüngere, wie oben erwähnt, welche jedoch durch Adoption von Lorenz‘ Sohn Ladislaus (László) (* 4. Juli 1705; † 6. November 1780 in Wien) aus dessen zweiter Ehe (1684) mit Maria Polyxena Gräfin von Kollonitz (* 22. August 1661 in Großschützen) den Namen und den katholischen Glauben der Grafen Kollonitz von Kollógrad annahm. An Kindesstatt angenommen hatte ihn der berühmte Kirchenfürst Sigismund von Kollonitz mit besonderem Konsens und Privilegium Kaiser Karl VI. vom 12. Juni 1728 als Sohn der Halbschwester seines Vaters. Er setzte ihn zum Erben seiner Herrschaften mit der Bedingung ein, dass er und alle seine Nachkommen, mit gänzlicher Weglassung ihres bisherigen Namens und Wappens, sich nur allein Graf und Gräfin von Kollonitz von Kollograd nennen und schreiben sollten. Nach dem Tod des Kardinals (12. April 1751) gingen nun Güter, Namen und Wappen auf den neuen Kollonitz‘schen Stamm über. Ladislaus nannte sich fortan Freiherr Zay von Csömör, Graf Kollonitz von Kollograd. Er hinterließ aus der 1750 geschlossenen zweiten Ehe mit Walburga Gräfin von Hamilton († 19. Febr. 1789) den Grafen Maximilian Kollonitz von Kollógrad (* 13. September 1761; † 4. März 1827), k. k. Feldmarschallleutnant (12. Februar 1809).
Beide Linien scheinen nach heutigem Stand des Wissens im Mannesstamm erloschen zu sein.

## Wappen
1830: Schild der Länge nach geteilt, rechts rot, links blau, mit einem von Silber und Gold der Lange nach geteilten Schildesfuß, welcher letztere ohne Bild ist. In der rechten roten Schildhälfte ein aus der Teilungslinie hervortretender, silberner Zinnenturm mit Fenster und offenem Thor, gegen welchen eine Leiter gestellt ist, auf der ein blau gekleideter, mit blauer, den Zipfel rechts wendender Sackmütze bedeckter Krieger emporsteigt, welcher sich mit der Linken auf die Leiter stützt, mit der Rechten aber eine brennende Fackel hält. In der linken blauen Schildhälfte eine goldene Krone, aus der zwei rotgekleidete Arme emporwachsen, welche in den Fäusten zwei in das Andreaskreuz gelegte Säbel halten. Zwischen den aufgehobenen Armen stehen drei goldene Kronen, eine über der anderen. Der Schild trägt drei gekrönte Helme; aus dem rechten Helme wächst der blaugekleidete Krieger der rechten Schildhälfte auf, welcher in der Rechten die brennende Fackel hält, die Linke aber in die Seite stemmt. Auf dem mittleren Helme steht ein offener, von Silber und Gold quer geteilter Adlersf1ug, und der linke Helm trägt Kronen, Arme und Schwerter der linken Schildhälfte. Die Helmdecken sind rechts rot und silbern, links blau und golden. Der Schildfuß (die Bezeichnung desselben als Feld 3 und 4 ist, der vorstehenden Abbildung gemäß, heraldisch nicht richtig, da die quere Teilung des Schildes nicht in der Mitte desselben, sondern im unteren Teile stattfindet) enthält das ursprüngliche Wappen der Familie. Der Schild war der Länge nach von Silber und Gold geteilt, und auf dem Schilde stand ein eiserner Helm mit einem offenen, von Silber und Gold quer geteilten Adlersflug. Im 14. Jahrhundert wurde das Wappen mit einem roten Felde vermehrt, in welchem ein silberner Turm steht, den ein Krieger mit brennender Fackel auf einer Leiter ersteigt. Bei Erlangung des Baronats, im Jahre 1560, kam noch ein blaues Feld hinzu, in welchem aus einer goldenen Krone zwei Arme hervorwachsen, die mit gekreuzten Schwertern drei goldene Kronen schützen. Bei Erhebung in den Grafenstand im Jahr 1830 wurde das Gesamtwappen mit einem Fürstenmantel, auf welchem die Grafenkrone ruht, geziert. Diese aus der Familie stammenden Angaben hat auch das Gen. Taschenbuch der gräflichen Häuser (1854. S. 888) benutzen können, und es hebt sich dadurch die Angabe im Jahrgang 1848 S. 765, dass die Kronen silberne Kronen wären.